# Euro Hockey Tour 1999/2000
Euro Hockey Tour 1999/2000 var den fjärde upplagan av Euro Hockey Tour, och vanns av Finland före Tjeckien och Ryssland. Kanada deltog i Baltica Brewery Cup och Sweden Hockey Games, men utom tävlan i Euro Hockey Tour.

## Turneringar

### Česká Pojišťovna Cup
Tjeckien vann Česká Pojišťovna Cup.

#### Slutställning
| Lag      | Spelade | Vinster | Förluster | Oavgjorda | Gjorda mål | Insläppta mål | Poäng |
| -------- | ------- | ------- | --------- | --------- | ---------- | ------------- | ----- |
| Tjeckien | 3       | 3       | 0         | 0         | 10         | 3             | 6     |
| Finland  | 3       | 1       | 1         | 1         | 6          | 8             | 3     |
| Sverige  | 3       | 1       | 0         | 2         | 10         | 12            | 2     |
| Ryssland | 3       | 1       | 0         | 2         | 7          | 10            | 1     |

### Karjala Tournament
Finland vann Karjala Tournament.

#### Slutställning
| Lag      | Spelade | Vinster | Förluster | Oavgjorda | Gjorda mål | Insläppta mål | Poäng |
| -------- | ------- | ------- | --------- | --------- | ---------- | ------------- | ----- |
| Finland  | 3       | 0       | 0         | 0         | 8          | 5             | 6     |
| Ryssland | 3       | 2       | 0         | 1         | 8          | 7             | 4     |
| Tjeckien | 3       | 0       | 2         | 1         | 7          | 9             | 2     |
| Sverige  | 3       | 1       | 0         | 2         | 7          | 7             | 2     |

### Baltica Brewery Cup
Ryssland vann Baltica Brewery Cup.

#### Slutställning
| Lag      | Spelade | Vinster | Förluster | Oavgjorda | Gjorda mål | Insläppta mål | Poäng |
| -------- | ------- | ------- | --------- | --------- | ---------- | ------------- | ----- |
| Ryssland | 4       | 3       | 1         | 0         | 19         | 10            | 7     |
| Tjeckien | 4       | 2       | 1         | 1         | 10         | 6             | 5     |
| Finland  | 4       | 1       | 2         | 1         | 7          | 6             | 4     |
| Sverige  | 4       | 1       | 1         | 2         | 9          | 9             | 3     |
| Kanada   | 4       | 0       | 1         | 3         | 6          | 20            | 1     |

### Sweden Hockey Games
Finland vann Sweden Hockey Games.

#### Slutställning
| Lag      | Spelade | Vinster | Förluster | Oavgjorda | Gjorda mål | Insläppta mål | Poäng |
| -------- | ------- | ------- | --------- | --------- | ---------- | ------------- | ----- |
| Finland  | 4       | 3       | 0         | 1         | 10         | 16            | 6     |
| Tjeckien | 4       | 3       | 0         | 1         | 11         | 6             | 6     |
| Finland  | 4       | 2       | 1         | 1         | 8          | 7             | 5     |
| Ryssland | 4       | 1       | 0         | 3         | 9          | 14            | 2     |
| Sverige  | 4       | 0       | 1         | 3         | 5          | 10            | 1     |

## Slutställning Euro Hockey Tour 1999/2000
| Lag      | Spelade | Vinster | Förluster | Oavgjorda | Gjorda mål | Insläppta mål | Poäng |
| -------- | ------- | ------- | --------- | --------- | ---------- | ------------- | ----- |
| Finland  | 12      | 8       | 2         | 2         | 27         | 20            | 18    |
| Tjeckien | 12      | 7       | 1         | 4         | 31         | 19            | 15    |
| Ryssland | 12      | 5       | 2         | 5         | 33         | 35            | 12    |
| Sverige  | 12      | 1       | 1         | 10        | 23         | 40            | 3     |

### Fotnoter
1. ↑  ”Euro Hockey Tour” (på engelska). AZ Hockey. Arkiverad från Hockey Tour originalet den 3 mars 2016. https://web.archive.org/web/20160303204558/http://www.azhockey.com/champs/champsOthers.html#Euro. Läst 20 januari 2016.